# Scarborough Fair
Scarborough Fair es una canción popular tradicional inglesa de autor desconocido. Ha sido versionada en multitud de ocasiones y quizá la más conocida sea la del dúo Simon y Garfunkel, desde que apareció en la película El graduado. A menudo se canta en forma de dueto con las voces masculina y femenina al unísono.
En España la canción ha sido interpretada por el dueto Sergio y Estíbaliz, en su etapa independiente a Mocedades, bajo el título "El país del ayer", también por el grupo folk Luar na Lubre con el título Romeiro ao lonxe y por el grupo folk-metal Mägo de Oz bajo el título de Duerme... (canción de cuna). Aparte de estos dos grupos, en la serie de TVE Águila roja, en la segunda temporada, apareció uno de los personajes, Inma Cuesta (Margarita) cantando un fragmento de esta canción en castellano. Esta canción también es usada en la adaptación al anime de las novelas ligeras de Shūmatsu Nani Shitemasu ka? Isogashii Desu ka? Sukutte Moratte Ii Desu ka?.   Otras versiones conocidas pertenecen a la banda Queensrÿche en su disco Empire, al conjunto femenino Mediæval Bæbes con el título Scarborough Fayre y a Aurora Aksnes para la banda sonora de la serie Deus Salve o Rei.  Es mencionada en el libro "Antes de partir" de la autora Jessica Warman.  También ha aparecido en la línea de juegos "Diabolik Lovers" de la compañía Idea Factory, en donde uno de los personajes, Kanato Sakamaki, suele cantar estrofas de la canción en inglés. Anteriormente, para ordenadores de 8 bits, el tema ya había sido adaptado a una temática medieval para el juego de ordenador Camelot Warriors, de Dinamic Software. Actualmente una bella versión es la de Aurora. 
La canción trata sobre un joven que ha sido abandonado por su novia. El texto invita al oyente, dado el caso que fuera a la feria de Scarborough, a pedirle a su antigua amada, que si quiere que él vuelva a creer en su amor haga cosas del todo imposibles como: hacerle una camisa de lino sin costuras, conseguir un terreno entre la playa y el agua, arar con un cuerno de cordero o plantar un campo entero con un solo grano de pimienta.
En el segundo verso de cada estrofa se repiten las palabras: perejil, salvia, romero, y tomillo, constituyendo un motivo clave en la canción que probablemente representen simbólicamente las cualidades que el cantante quiere que tanto él como su amada tengan para hacer posible su vuelta. Otra posible explicación dada a por qué se repiten estas plantas a lo largo de la canción, es que se creía que con estas hierbas se podía fabricar una pócima de amor muy popular durante la Edad Media.

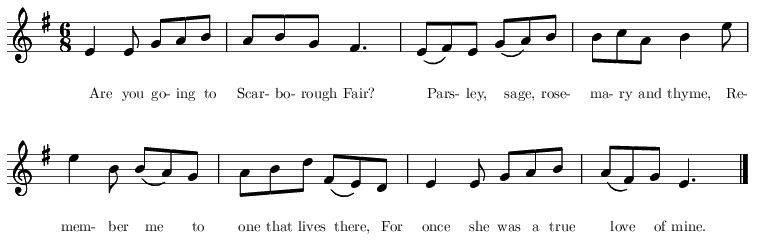
Melodía de la primera estrofa de Scarborough Fair.

## Historia
La forma como la conocemos data del siglo XII
El nombre Scarborough Fair, hace referencia a la Feria de Scarborough, que en tiempos medievales representaba uno de los mayores puntos de referencia comercial de toda Inglaterra, con un enorme mercado que se prolongaba durante 45 días a partir del 15 de agosto.
El guitarrista Michael Sieberichs-Nau  publicó una sofisticada composición que contiene una fuga y un coral al estilo de Bach publicó en Strube-Verlag.

## Letra
|         | Inglés                                         | Español                                           |  |  |  |
| Ambos:  | Are you going to Scarborough Fair?             | ¿Vas a la feria de Scarborough?                   |  |  |  |
| Ambos:  | Parsley, sage, rosemary and thyme.             | Perejil, salvia, romero y tomillo.                |  |  |  |
| Ambos:  | Remember me to one who lives there             | Dale recuerdos a alguien que vive allí,           |  |  |  |
| Ambos:  | for she once was a true love of mine.          | a aquella que una vez fue mi amor verdadero.      |  |  |  |
|         |                                                |                                                   |  |  |  |
| Hombre: | Tell her to make me a cambric shirt.           | Dile que me haga una camisa de lino.              |  |  |  |
| Hombre: | Parsley, sage, rosemary and Thyme.             | Perejil, salvia, romero y tomillo.                |  |  |  |
| Hombre: | Without no seam nor fine needlework            | Sin costuras ni finos bordados                    |  |  |  |
| Hombre: | and then she'll be a true love of mine.        | y volverá a ser mi amor verdadero.                |  |  |  |
| Hombre: |                                                |                                                   |  |  |  |
| Hombre: | Tell her to wash it in yonder dry well.        | Dile que la lave en aquel pozo seco.              |  |  |  |
| Hombre: | Parsley, sage, rosemary and Thyme.             | Perejil, salvia, romero y tomillo.                |  |  |  |
| Hombre: | Which never sprung water nor rain ever fell    | De donde nunca surgió agua ni lluvia alguna cayó, |  |  |  |
| Hombre: | and then she'll be a true love of mine.        | y volverá a ser mi amor verdadero.                |  |  |  |
| Hombre: |                                                |                                                   |  |  |  |
| Hombre: | Tell her to dry it on yonder thorn.            | Dile que lo seque sobre aquel espino              |  |  |  |
| Hombre: | Parsley, sage, rosemary and Thyme.             | Perejil, salvia, romero y tomillo.                |  |  |  |
| Hombre: | Which never bore blossom since Adam was born   | Que nunca ha florecido desde que Adán nació,      |  |  |  |
| Hombre: | and then she'll be a true love of mine.        | y volverá a ser mi amor verdadero.                |  |  |  |
| Hombre: |                                                |                                                   |  |  |  |
| Hombre: | Ask her to do me this courtesy.                | Pídele que lo haga por cortesía.                  |  |  |  |
| Hombre: | Parsley, sage, rosemary and Thyme.             | Perejil, salvia, romero y tomillo.                |  |  |  |
| Hombre: | And ask for a like favour from me              | Y dile que a su vez me pida ella un favor a mí,   |  |  |  |
| Hombre: | and then she'll be a true love of mine.        | y volverá a ser mi amor verdadero.                |  |  |  |
|         |                                                |                                                   |  |  |  |
| Ambos:  | Have you been to Scarborough Fair?             | ¿Has estado en la feria de Scarborough?           |  |  |  |
| Ambos:  | Parsley, sage, rosemary and Thyme.             | Perejil, salvia, romero y tomillo.                |  |  |  |
| Ambos:  | Remember me from one who lives there           | Dame noticias de alguien que vive allí            |  |  |  |
| Ambos:  | for he once was a true love of mine.           | de aquel que una vez fue mi amor verdadero.       |  |  |  |
|         |                                                |                                                   |  |  |  |
| Mujer:  | Ask him to find me an acre of land.            | Pídele que me consiga un acre de tierra.          |  |  |  |
| Mujer:  | Parsley, sage, rosemary and Thyme.             | Perejil, salvia, romero y tomillo.                |  |  |  |
| Mujer:  | Between the salt water and the sea-sand,       | Entre el agua salada y la arena de la playa,      |  |  |  |
| Mujer:  | for then he'll be a true love of mine.         | para que vuelva a ser mi amor verdadero.          |  |  |  |
| Mujer:  |                                                |                                                   |  |  |  |
| Mujer:  | Ask him to plough it with a sheep's horn.      | Pídele que lo are con un cuerno de cordero.       |  |  |  |
| Mujer:  | Parsley, sage, rosemary and thyme.             | Perejil, salvia, romero y tomillo.                |  |  |  |
| Mujer:  | And sow it all over with one peppercorn,       | Y que lo siembre todo de una sola pimienta,       |  |  |  |
| Mujer:  | for then he'll be a true love of mine.         | para que vuelva a ser mi amor verdadero.          |  |  |  |
| Mujer:  |                                                |                                                   |  |  |  |
| Mujer:  | Ask him to reap it with a sickle of leather.   | Pídele que lo siegue con una hoz de cuero.        |  |  |  |
| Mujer:  | Parsley, sage, rosemary and thyme.             | Perejil, salvia, romero y tomillo.                |  |  |  |
| Mujer:  | And gather it up with a rope made of heather,  | Y que lo recoja con una cuerda de brezo,          |  |  |  |
| Mujer:  | for then he'll be a true love of mine.         | para que vuelva a ser mi amor verdadero.          |  |  |  |
| Mujer:  |                                                |                                                   |  |  |  |
| Mujer:  | When he has done and finished his work.        | Cuando lo haya hecho y acabe su trabajo.          |  |  |  |
| Mujer:  | Parsley, sage, rosemary and thyme.             | Perejil, salvia, romero y tomillo.                |  |  |  |
| Mujer:  | Ask him to come for his cambric shirt,         | Pídele que venga por su camisa de lino,           |  |  |  |
| Mujer:  | for then he'll be a true love of mine.         | para que vuelva a ser mi amor verdadero.          |  |  |  |
|         |                                                |                                                   |  |  |  |
| Ambos:  | If you say that you can't, then I shall reply. | Si dices que no puedes, entonces te responderé.   |  |  |  |
| Ambos:  | Parsley, sage, rosemary and thyme.             | Perejil, salvia, romero y tomillo.                |  |  |  |
| Ambos:  | Oh, let me know that at least you will try,    | Oh, hazme saber que al menos lo intentarás,       |  |  |  |
| Ambos:  | or you'll never be a true love of mine.        | o nunca serás mi amor verdadero.                  |  |  |  |

## Alternancias
Algunas versiones alternan voces con otra letra en paralelo. Este es un ejemplo, de la versión de Simon & Garfunkel:
Dile que me haga una camisa de batista
(En la ladera de una colina en el verde bosque profundo)
Perejil, salvia, romero y tomillo
(Siguiendo a un gorrión en un terreno cubierto de nieve)
Sin costuras ni costura
([Entre] Mantas y ropa de cama el hijo de las montañas)
Entonces ella va a ser mi verdadero amor 
(Duerme sin oír la llamada del clarín)
Dile que me consiga un acre de tierra
(En la ladera de una colina, un puñado de hojas)
Perejil, salvia, romero y tomillo
(Lava una tumba con lágrimas de plata)
Entre el agua salada y la línea de mar
(Un soldado limpia y pule un fusil)
Entonces ella va a ser mi verdadero amor 
Dile que lo siegue en una hoz de cuero
(Fuelles de guerra, ardiendo en batallones escarlata)
Perejil, salvia, romero y tomillo
(Los generales ordenan a sus soldados matar)
Y para reunir a todos en un manojo de brezo
(Y luchar por una causa que han olvidado hace mucho tiempo)

El país del ayer, interpretación de Sergio y Estíbaliz.
Si te vas al país del ayer,
ramo de hierbabuena en flor,
acuérdate de llevarle un mensaje,
a quien fue mi primer amor.
Dile que me haga un vestido de tul,
(de nieve y de nubes azul)
ramo de hierbabuena en flor,
(donde el rocío se vuelve licor)
que me lo ponga de madrugada
(cuando la Luna parece cansada)
y será mi único amor.
(eternamente el único amor)
Dile que siembre en el fondo del mar,
(dile que siembre un huerto de algas, salvia y azahar)
ramo de hierbabuena en flor,
(lluvia que riega con suave rumor)
yo le ayudaré  a coger la cosecha,
(de perlas y coral)
y será mi único amor.
(y será mi único amor)
Dile que atrape un rayo de sol,
(un gamo despierta en un claro del bosque)
ramo de hierbabuena en flor,
(ojos que olvidan su eterno temblor)
que escriba mi nombre con polvo de estrellas,
(que guarda los recuerdos)
y será mi único amor.
(y será mi único amor)
Si te vas al país del ayer,
ramo de hierbabuena en flor,
acuérdate de llevarle un mensaje,
a quien fue mi primer amor.
- Datos: Q1053575
- Multimedia: Scarborough Fair (ballad) / Q1053575